# Mark Bowen
Mark Bowen (ur. 7 grudnia 1963) – były walijski piłkarz, reprezentant kraju.

## Kariera reprezentacyjna
W reprezentacji Walii zadebiutował w 1986. W reprezentacji Walii występował w latach 1986-1997. W sumie w reprezentacji wystąpił w 41 spotkaniach.

## Statystyki
| Reprezentacja Walii | Reprezentacja Walii | Reprezentacja Walii |
| Rok                 | Mecze               | Gole                |
| ------------------- | ------------------- | ------------------- |
| 1986                | 2                   | 0                   |
| 1987                | 0                   | 0                   |
| 1988                | 2                   | 0                   |
| 1989                | 6                   | 1                   |
| 1990                | 1                   | 0                   |
| 1991                | 3                   | 0                   |
| 1992                | 8                   | 2                   |
| 1993                | 3                   | 0                   |
| 1994                | 4                   | 0                   |
| 1995                | 6                   | 0                   |
| 1996                | 5                   | 0                   |
| 1997                | 1                   | 0                   |
| Razem               | 41                  | 3                   |